# Chorthippuslobje

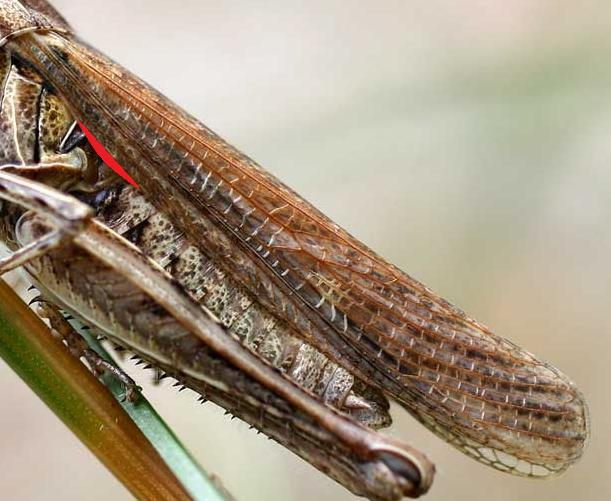
Chorthippuslobje (rood) van de ratelaar (Chorthippus biguttulus)

Het chorthippuslobje of precostaallobje is in de entomologie de naam van een kenmerkende uitstulping van de voorvleugel van bepaalde sprinkhanen. Het lobje is vernoemd naar Chorthippus, een geslacht van veldsprinkhanen waar het een belangrijk determinatiekenmerk is voor een aantal soorten.